# Velecvetni divjakovec
Velecvetni divjakovec (znanstveno ime Doronicum grandiflorum ) je cvetlica iz družine nebinovk.

## Opis
Velecvetni divjakovec zraste od 15 do 50 cm visoko in ima plazečo koreniko. Steblo rastline je pokončno in votlo in ima na vrhu od 1 do 5 koškov. Spodnji listi so pecljati, srčasti in pri dnu prisekani. Poraščeni so z daljšimi dlačicami. Zgornji listi so jajčasto suličasti. Cvetovi merijo v premeru od 4 do 6 cm in so temno rumene barve, oplojeni pa se razvijejo v dlakave plodove. Rastlina cveti v juliju in avgustu, razširjena pa je na nadmorskih višinah od 1200 do 3400 metrov. Raste v skupinah po grušču, skalnih razpokah in po kamnitih tratah Pirinejev in Alp.